# Colonia Lázaro Cárdenas, Ixmiquilpan
Colonia Lázaro Cárdenas är en ort i Mexiko.   Den ligger i kommunen Ixmiquilpan och delstaten Hidalgo, i den sydöstra delen av landet, 120 km norr om huvudstaden Mexico City. Colonia Lázaro Cárdenas ligger 1 752 meter över havet och antalet invånare är 412.
Terrängen runt Colonia Lázaro Cárdenas är kuperad åt nordväst, men åt sydost är den platt. Runt Colonia Lázaro Cárdenas är det ganska tätbefolkat, med 96 invånare per kvadratkilometer. Närmaste större samhälle är Ixmiquilpan, 6,1 km söder om Colonia Lázaro Cárdenas. Trakten runt Colonia Lázaro Cárdenas består till största delen av jordbruksmark.